# Vrbice (okres Litoměřice)
Obec Vrbice (j. č., tedy: ta Vrbice, do Vrbice, ve Vrbici) se nachází necelých sedm kilometrů severně od Roudnice nad Labem a jedenáct kilometrů severozápadně od Štětí v okrese Litoměřice v Ústeckém kraji. Kromě samotné Vrbice má části Mastířovice a Vetlá a dohromady v nich žije 575 obyvatel.

## Historie
První písemné zmínky o Vrbici pochází z let 1319–1331, kdy vesnice patřila k majetku pražského arcibiskupství spravovaného z Roudnice nad Labem. Z roku 1340 pochází zmínka o zdejší tvrzi, jejímž purkrabím tehdy byl jakýsi Ješek. K Roudnici vesnice patřila i dalších letech, s výjimkou období let 1470–1484, kdy byl jejím majitelem Hynek z Poděbrad. Tvrz v té době pravděpodobně už neexistovala, protože zanikla nejspíše během husitských válek. Až do roku 1620 Vrbice patřila městu Litoměřice a poté přešla k úštěckému a později k liběšickému panství.

## Obyvatelstvo
|                                                                      | 1869 | 1880 | 1890 | 1900 | 1910 | 1921 | 1930 | 1950 | 1961 | 1970 | 1980 | 1991 | 2001 | 2011 |
| -------------------------------------------------------------------- | ---- | ---- | ---- | ---- | ---- | ---- | ---- | ---- | ---- | ---- | ---- | ---- | ---- | ---- |
| Obyvatelé                                                            | 391  | 391  | 421  | 447  | 448  | 452  | 406  | 253  | 249  | 258  | 267  | 224  | 198  | 217  |
| Domy                                                                 | 69   | 71   | 69   | 79   | 82   | 83   | 84   | 80   | 165  | 71   | 69   | 81   | 82   | 84   |
| Data z roku 1961 zahrnují i domy místních částí Mastířovice a Vetlá. |      |      |      |      |      |      |      |      |      |      |      |      |      |      |

## Části obce
- Mastířovice
- Vetlá
- Vrbice

## Pamětihodnosti

Kostel svatého Floriána

- Kostel svatého Floriána
- Kaple